# NOAD
NOAD was een Tilburgse voetbalclub die van 1918 tot 1961 op het hoogste niveau speelde, met uitzondering van het seizoen 1959-1960, aangezien de club in 1959 degradeerde naar de eerste divisie. De degradatie werd in het seizoen 1959-1960 meteen goedgemaakt door weer te promoveren. In 1961 volgde weer degradatie.
T.S.V. NOAD werd op 5 juni 1910 opgericht. In tegenstelling tot de meeste andere Brabantse voetbalclubs was het geen Rooms-Katholieke maar een seculiere club. Vanaf 1918 speelde de club op het hoogste niveau, van 1954 tot 1971 als profclub. Na het seizoen 1970/71 werd NOAD weer een amateurclub.
Over de precieze betekenis van de clubnaam bestaat geen duidelijkheid. TSV staat voor Tilburgse Sportvereniging. NOAD staat waarschijnlijk voor Niet Ophouden Altijd Doorspelen (de meest gebruikte uitleg), maar een andere uitleg houdt het op Nooit Opgeven Altijd Doorgaan.
In Tilburg waren NOAD en LONGA altijd de 2 beste amateurclubs. LONGA werd altijd gezien als 'de club van de elite' en NOAD als 'de club van het volk'.
Op 1 juli 2017 fuseerden LONGA, NOAD en RKTVV samen tot FC Tilburg.

## Competitieresultaten 1919–2017
| 6 |

| 5 |

| 3 |

| 7 |

| 7 |

| 4 |

| 4 |

| 4 |

| 3 |

| 1 |

| 6 |

| 4 |

| 4 |

| 4 |

| 6 |

| 7 |

| 9 |

| 10 |

| 3 |

| 10 |

| 10 |

| 3 |

| 5 |

| 10 |

| 12 |

| 10 |

|  |

| 4 |

| 2 |

| 5 |

| 1 |

| 6 |

| 10 1D |

| 8 1D |

| 9 1D |

| 6 1D |

| 9 C |

| 9 A |

| 12 |

| 15 |

| 17 |

| 3 A |

| 18 |

| 13 B |

| 9 B |

| 10 B |

| 11 B |

| 10 B |

| 11 |

| 13 |

| 14 |

| 11 |

| 8 |

| 2 2B |

| 2 2B |

| 3 2B |

| 9 1E |

| 9 1E |

| 11 1E |

| 7 2A |

| 7 2B |

| 5 2B |

| 8 2B |

| 4 2B |

| 10 2B |

| 11 2B |

| 6 2B |

| 4 2B |

| 4 2B |

| 8 2B |

| 9 2B |

| 2 2B |

| 2 1E |

| 9 1E |

| 8 2B |

| 8 2B |

| 5 2B |

| 5 2B |

| 5 2E |

| 7 2E |

| 9 2E |

| 12 2E |

| 7 3C |

| 2 3C |

| 11 2E |

| 2 3D |

| 5 3C |

| 10 3B |

| 5 4E |

| 6 4F |

| 3 4F |

| 5 4E |

| 1 4E |

| 7 3C |

| 5 3D |

| 4 3B |

| 7 3B |

| 12 3B |

| 14 3B |

| Eredivisie | Hoofdklasse (profniveau) | Eerste divisie | Eerste klasse (profniveau) | Tweede divisie | Eerste klasse | Tweede klasse | Derde klasse | Vierde klasse |

In elke staaf van de grafiek staat van boven naar beneden vermeld: 
- Eindnotering

Dit is de positie die de club heeft bereikt in de competitie, zonder eventuele beslissings-, play-off- of nacompetitiewedstrijden die nodig zijn geweest om bijvoorbeeld de kampioen van de competitie te bepalen.
Indien een * achter het getal staat is de notering een tussenstand en kan het zijn dat de notering niet overeenkomt met de uiteindelijke eindstand van de competitie.
Staat er een - dan is het seizoen nog bezig en is er geen definitieve uitslag bekend.
Staat er xx op de positie van de notering, dan heeft de club vroegtijdig de competitie verlaten. Dit kan onder andere komen door terugtrekking van het team, faillissement van de club of door een uitgedeelde straf van de KNVB. In veel gevallen staat elders in het artikel de reden vermeld.
Staat er een ? dan is het resultaat uit het verleden onbekend, en is alleen de competitie of het niveau bekend van dat seizoen.
In de seizoenen 2019/20 en 2020/21 werd wegens de coronacrisis het amateurvoetbal afgebroken. Daardoor kennen deze staven geen eindklassering (middels -- weergegeven).
- Competitieniveau en afdelingsletter of Officiële eindstand Eredivisie
  - Competitieniveau en afdelingsletter

Hierbij geeft het getal het niveau weer, dat ook terug te vinden is in de legenda. De letter is de afdelingsaanduiding en wordt gebruikt wanneer er meer afdelingen zijn op hetzelfde niveau. De afdelingsletter is altijd een hoofdletter en wordt meestal zonder nummer gebruikt.
Voorbeeld: 2F is niveau 2e klasse competitie F.
Het competitieniveau en nummer wordt niet vermeld wanneer er slechts één competitie van dit niveau was.
  - Officiële eindstand Eredivisie (getal staat tussen haakjes vermeld)

Sinds de introductie van play-offwedstrijden voor Europees voetbal na afloop van de reguliere competitie in 2005/06, is de KNVB verplicht een eindstand van de Eredivisie door te geven aan de UEFA aan de hand van deze play-offwedstrijden.
Bij deze eindstand staan clubs die zich hebben gekwalificeerd voor Europees voetbal hoger dan clubs die zich niet wisten te kwalificeren. Indien er geen verschil was tussen de eindnotering en de officiële eindstand, staat dit getal niet vermeld.

- Onderafdeling

Hier staat afgekort de naam van de onderafdeling indien de club in dat jaar in een onderafdeling uitkwam. Tevens staat deze afkorting in de legenda en wordt gelinkt naar het artikel over deze onderafdeling. Deze afkorting wordt alleen vermeld wanneer de club in het verleden in verschillende onderafdelingen heeft gespeeld. Deze vermelding is in de staaf altijd in kleine letters. Deze onderafdelingen zijn na het seizoen 1995/96 afgeschaft. Heeft de club in slechts één onderafdeling gespeeld, dan is dit alleen terug te vinden in de legenda.
Onder de staaf staat het jaartal vermeld waarin het seizoen is afgesloten. 15 verwijst naar het seizoen 2014/15 of eventueel het seizoen 1914/15.
Wanneer een staaf leeg is, zijn deze gegevens niet bekend. Het kan ook zijn dat de club dat seizoen niet heeft meegespeeld op het hogere amateurniveau, vroegtijdig de competitie heeft verlaten of uit de competitie is gezet.

In het seizoen 1944/45 was er wegens de Tweede Wereldoorlog geen regulier competitievoetbal.

## Betaald voetbal

### Seizoensoverzichten
| Resultaten van NOAD sinds de toetreding in het betaald voetbal in 1954 | Resultaten van NOAD sinds de toetreding in het betaald voetbal in 1954 | Resultaten van NOAD sinds de toetreding in het betaald voetbal in 1954 | Resultaten van NOAD sinds de toetreding in het betaald voetbal in 1954 | Resultaten van NOAD sinds de toetreding in het betaald voetbal in 1954 | Resultaten van NOAD sinds de toetreding in het betaald voetbal in 1954 | Resultaten van NOAD sinds de toetreding in het betaald voetbal in 1954 | Resultaten van NOAD sinds de toetreding in het betaald voetbal in 1954 | Resultaten van NOAD sinds de toetreding in het betaald voetbal in 1954 | Resultaten van NOAD sinds de toetreding in het betaald voetbal in 1954 | Resultaten van NOAD sinds de toetreding in het betaald voetbal in 1954 | Resultaten van NOAD sinds de toetreding in het betaald voetbal in 1954 | Resultaten van NOAD sinds de toetreding in het betaald voetbal in 1954 |
| Seizoen                                                                | Competitie                                                             | Competitie                                                             | Competitie                                                             | Competitie                                                             | Competitie                                                             | Competitie                                                             | Competitie                                                             | Competitie                                                             | Competitie                                                             | Kwalificatie                                                           | KNVB beker                                                             | Bijzonderheid |
| Seizoen                                                                | Divisie                                                                | GW                                                                     | W                                                                      | G                                                                      | V                                                                      | PNT                                                                    | DV                                                                     | DT                                                                     | POS                                                                    | Kwalificatie                                                           | KNVB beker                                                             | Bijzonderheid |
| ---------------------------------------------------------------------- | ---------------------------------------------------------------------- | ---------------------------------------------------------------------- | ---------------------------------------------------------------------- | ---------------------------------------------------------------------- | ---------------------------------------------------------------------- | ---------------------------------------------------------------------- | ---------------------------------------------------------------------- | ---------------------------------------------------------------------- | ---------------------------------------------------------------------- | ---------------------------------------------------------------------- | ---------------------------------------------------------------------- | --- |
| 1954/55                                                                | Eerste klasse D                                                        | 8                                                                      | 2                                                                      | 2                                                                      | 4                                                                      | 6                                                                      | 12                                                                     | 18                                                                     | 11e                                                                    | –                                                                      | Geen bekertoernooi                                                     | NOAD treedt toe tot het betaald voetbal De competitie werd na de fusie van de KNVB en de NBVB niet afgemaakt. Alle teams werden opnieuw ingedeeld. Wedstrijd om de 9e plek tegen Haarlem (4–3) |
| 1954/55                                                                | Eerste klasse C                                                        | 26                                                                     | 8                                                                      | 10                                                                     | 8                                                                      | 26                                                                     | 41                                                                     | 36                                                                     | 9e                                                                     | Hoofdklasse                                                            | Geen bekertoernooi                                                     | NOAD treedt toe tot het betaald voetbal De competitie werd na de fusie van de KNVB en de NBVB niet afgemaakt. Alle teams werden opnieuw ingedeeld. Wedstrijd om de 9e plek tegen Haarlem (4–3) |
| 1955/56                                                                | Hoofdklasse A                                                          | 34                                                                     | 13                                                                     | 10                                                                     | 11                                                                     | 36                                                                     | 55                                                                     | 55                                                                     | 9e                                                                     | Nacompetitie voor Eredivisie                                           | Geen bekertoernooi                                                     | Wedstrijden tegen GVAV (3–1 & 1–5), Hermes DVS (2–1), KFC (2–0 & 4–1), RCH (4–2 & 2–1) |
| 1956/57                                                                | Eredivisie                                                             | 34                                                                     | 12                                                                     | 7                                                                      | 15                                                                     | 31                                                                     | 54                                                                     | 64                                                                     | 12e                                                                    | –                                                                      | 3e ronde                                                               | – |
| 1957/58                                                                | Eredivisie                                                             | 34                                                                     | 11                                                                     | 7                                                                      | 16                                                                     | 29                                                                     | 50                                                                     | 76                                                                     | 15e                                                                    | –                                                                      | 3e ronde                                                               | – |
| 1958/59                                                                | Eredivisie                                                             | 34                                                                     | 6                                                                      | 8                                                                      | 20                                                                     | 20                                                                     | 55                                                                     | 90                                                                     | 17e                                                                    | Rechtstreekse degradatie                                               | 4e ronde                                                               | – |
| 1959/60                                                                | Eerste divisie A                                                       | 30                                                                     | 17                                                                     | 7                                                                      | 6                                                                      | 41                                                                     | 60                                                                     | 39                                                                     | 3e                                                                     | Nacompetitie                                                           | Geen bekertoernooi                                                     | Promotiewedstrijden tegen D.F.C. (2–1 & 3–2), Vitesse (1–1 & 0–1), VSV (6–1 & 2–1) |
| 1960/61                                                                | Eredivisie                                                             | 34                                                                     | 4                                                                      | 8                                                                      | 22                                                                     | 16                                                                     | 28                                                                     | 81                                                                     | 18e                                                                    | Rechtstreekse degradatie                                               | Groepsfase                                                             | – |
| 1961/62                                                                | Eerste divisie B                                                       | 34                                                                     | 12                                                                     | 7                                                                      | 15                                                                     | 31                                                                     | 55                                                                     | 71                                                                     | 13e                                                                    | Rechtstreekse degradatie                                               | 2e ronde                                                               | – |
| 1962/63                                                                | Tweede divisie B                                                       | 32                                                                     | 10                                                                     | 13                                                                     | 9                                                                      | 33                                                                     | 58                                                                     | 59                                                                     | 9e                                                                     | –                                                                      | 4e ronde                                                               | – |
| 1963/64                                                                | Tweede divisie B                                                       | 30                                                                     | 8                                                                      | 10                                                                     | 12                                                                     | 26                                                                     | 45                                                                     | 54                                                                     | 10e                                                                    | –                                                                      | 2e ronde                                                               | – |
| 1964/65                                                                | Tweede divisie B                                                       | 28                                                                     | 8                                                                      | 6                                                                      | 14                                                                     | 22                                                                     | 36                                                                     | 51                                                                     | 11e                                                                    | –                                                                      | 3e ronde                                                               | – |
| 1965/66                                                                | Tweede divisie B                                                       | 28                                                                     | 7                                                                      | 9                                                                      | 12                                                                     | 23                                                                     | 45                                                                     | 54                                                                     | 10e                                                                    | –                                                                      | Groepsfase                                                             | – |
| 1966/67                                                                | Tweede divisie                                                         | 44                                                                     | 21                                                                     | 9                                                                      | 14                                                                     | 51                                                                     | 66                                                                     | 59                                                                     | 11e                                                                    | –                                                                      | Geen deelname                                                          | – |
| 1967/68                                                                | Tweede divisie                                                         | 38                                                                     | 13                                                                     | 10                                                                     | 15                                                                     | 36                                                                     | 54                                                                     | 61                                                                     | 13e                                                                    | –                                                                      | Groepsfase                                                             | – |
| 1968/69                                                                | Tweede divisie                                                         | 34                                                                     | 10                                                                     | 8                                                                      | 16                                                                     | 28                                                                     | 48                                                                     | 59                                                                     | 14e                                                                    | –                                                                      | 1e ronde                                                               | – |
| 1969/70                                                                | Tweede divisie                                                         | 32                                                                     | 9                                                                      | 8                                                                      | 15                                                                     | 26                                                                     | 37                                                                     | 52                                                                     | 11e                                                                    | –                                                                      | 1e ronde                                                               | – |
| 1970/71                                                                | Tweede divisie                                                         | 32                                                                     | 10                                                                     | 12                                                                     | 10                                                                     | 32                                                                     | 44                                                                     | 43                                                                     | 8e                                                                     | –                                                                      | 2e ronde                                                               | NOAD keert noodgedwongen terug naar de amateurs |

### Topscorers
- 1954/55:  Jan Meijer (14)
- 1955/56:  Frits Louer (13)
- 1956/57:  Jan Meijer (19)
- 1957/58:  Jan Meijer (21)
- 1958/59:  Jan Meijer (18)
- 1959/60:  Frits Louer (17)
- 1960/61:  Nico de Bruijn (6)
- 1961/62:  Theo Netten (27)
- 1962/63:  Theo Netten (23)
- 1963/64:  Theo Netten (21)
- 1964/65:  Theo Netten (21)
- 1965/66:  Ad Brekelmans (18)
- 1966/67:  Bart Stovers (13)
- 1967/68:  Bart Stovers (13)
- 1968/69:  Cas Janssens (12)
- 1969/70:  Theo Netten (9)
- 1970/71:  Piet van Dijk (12)

### Trainers
- 192?–1928:  Joop Klein Wentink
- 1930:  Tim Coleman[3][4]
- 1932–1933:  Richard Longin[5]
- 1936–1937:  Bill Julian
- 1938:  Bill Julian
- 1941:  Vilmos Halpern[6]
- 1942:  Joop Klein Wentink
- 1945–1950:  Jan Bijl[3]
- 1950–1954:  Leen Vente
- 1954–1956:  Jan Bijl
- 1956–1958:  Kees van Dijke
- 1958–1961:  Jan de Bouter
- 1961–1964:  Maarten Vink
- 1964–1965:  Kees van Dijke
- 1965–1968:  Maarten Vink
- 1968–1969:  Jan Rab
- 1969–1970:  Joop de Busser
- 1970–1971:  Hans Alleman

## Bekende (oud-)spelers
- Rinus Bennaars
- Cees Botermans
- Nico de Bruijn
- Hein van Gastel
- Cas Janssens
- Frits Louer
- Toon Oprinsen
- Vanessa Susanna
- Henk van Tilburg
- Jo Walhout

## Galerij

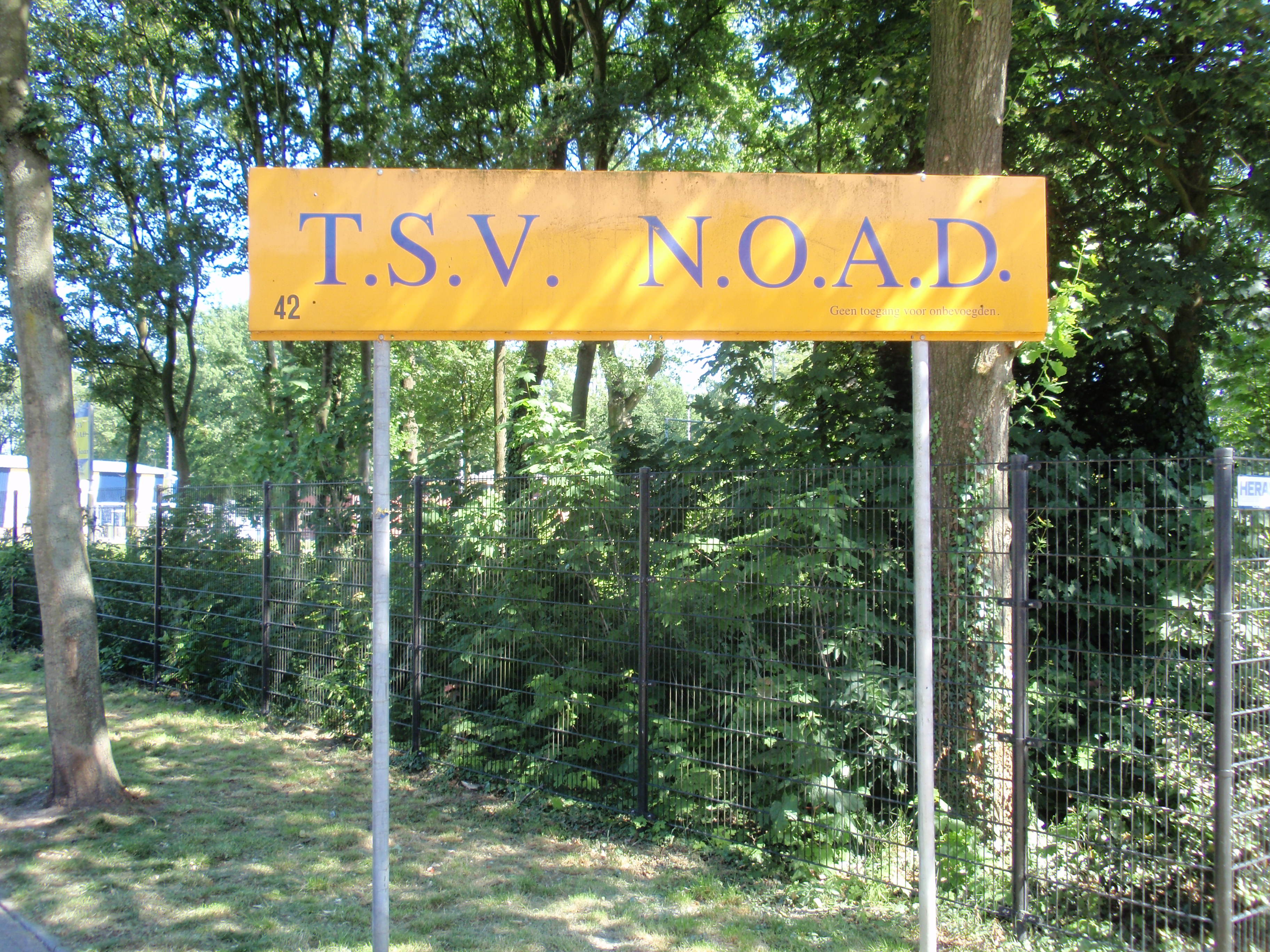
Logo bij de ingang
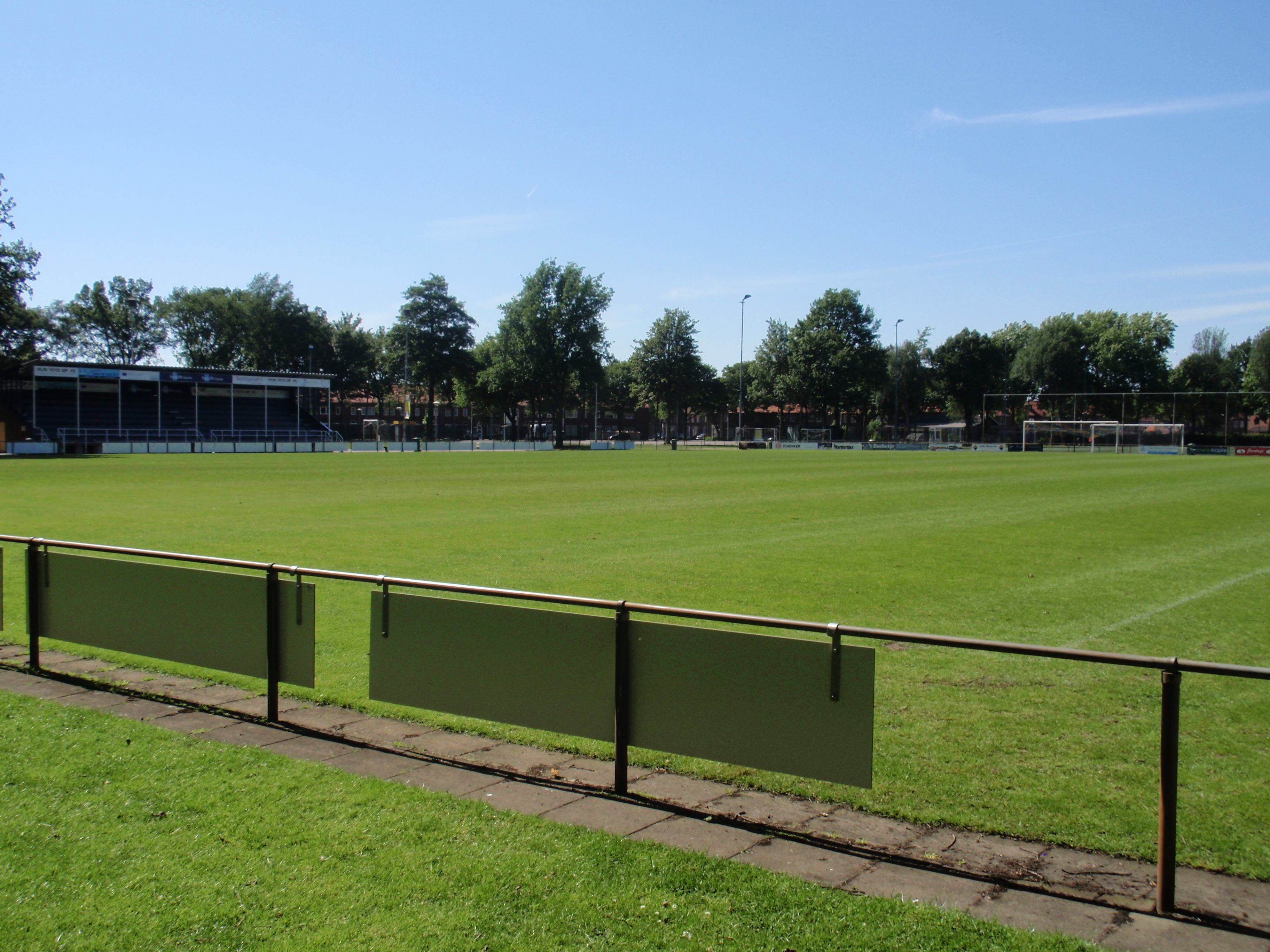
Hoofdveld NOAD
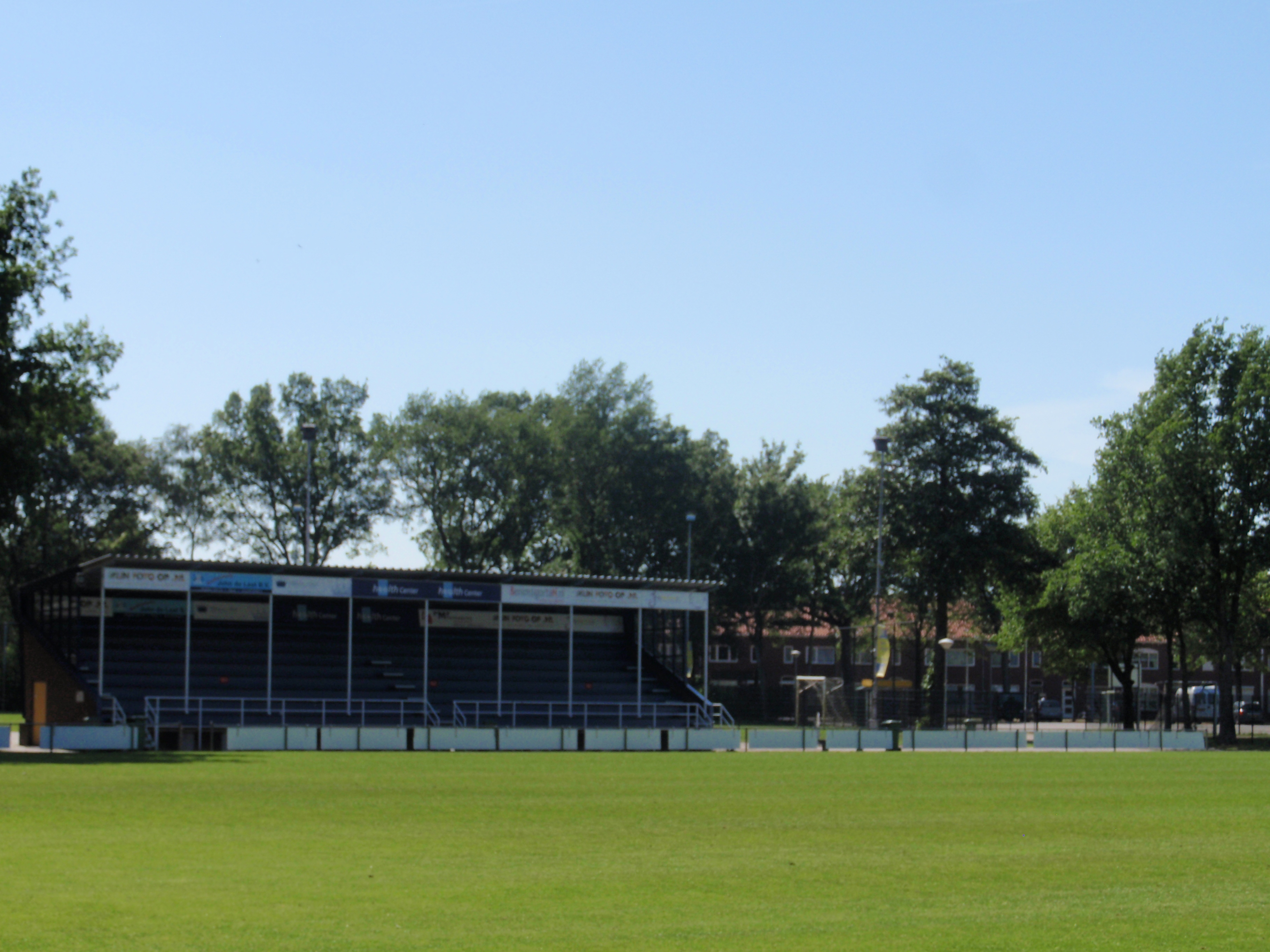
NOAD hoofdtribune

Gudok · Jong Brabant · Merlijn · OVC '26 · SV Reeshof · Sarto · VV SVG · SvSSS · FC Tilburg · VCB · RKSV Were Di · Willem II (amateurs/profs/vrouwen) · WSJ · SC 't Zand · ZIGO

Voormalige: KS Broekhoven · LONGA · NOAD · SV Nordea · SC Olympus · Ons Vios · RKTVV · SV Triborgh - RKSV Velocitas'31 - V.V. TAC